# Bongo (animal)
Tragelaphus eurycerus
Pour les articles homonymes, voir Bongo (homonymie).
Espèce
Synonymes
- Antilope eurycerus Ogilby, 1837[1]
- Boocercus euryceros[1]
- Taurotragus euryceros[1]

Statut de conservation UICN

 NT  : Quasi menacé
Le Bongo (Tragelaphus eurycerus) est une espèce de mammifères ruminants de la famille des Bovidés vivant en Afrique centrale. C’est une grande antilope des forêts tropicales. L'Union internationale pour la conservation de la nature le classe comme quasi menacé.

## Description

### Morphologie
La femelle pèse entre 210 et 235 kg, le mâle a un poids compris entre 240 et 405 kg. Les deux sexes possèdent des cornes en spirale qui mesurent entre 75 et 99 cm.
La longueur de son corps atteint les 210 cm et sa hauteur au garrot les 125 cm.
Le bongo peut courir jusqu'à 47 km/h en vitesse de pointe ; il court à peu près à la même vitesse que le Nyala et le Grand Koudou, auxquels il est apparenté.

### Physiologie
Il atteint sa maturité sexuelle à 20 mois. Sa gestation est de 9 mois et demi et une portée peut compter 1 ou exceptionnellement 2 petits.
Sa longévité est en moyenne de 17 ans en liberté et de 19 ans en captivité.

## Relation avec l'homme
Le bongo est un animal craintif qui fréquente peu l'homme, mais il s'habitue rapidement aux nouveaux environnements, et il n'est pas rare de trouver des bongos en captivité. 

## Répartition
On distingue deux sous-espèces :

Répartition.

Tragelaphus eurycerus eurycerus (quasi menacée) vivant en Afrique équatoriale ; et Tragelaphus eurycerus isaaci (en danger critique d’extinction), restreint à une zone montagneuse du Kenya.

## Galerie

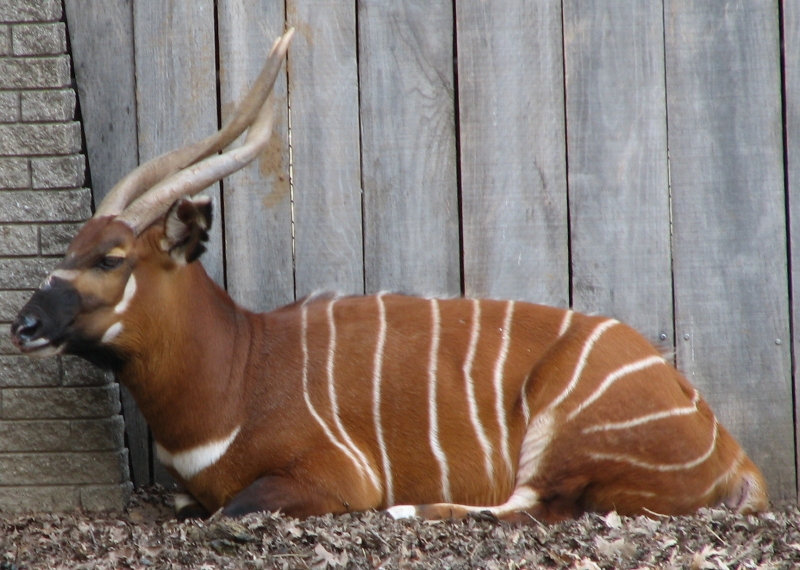
Tragelaphus eurycerus isaaci au Zoo de Louisville.
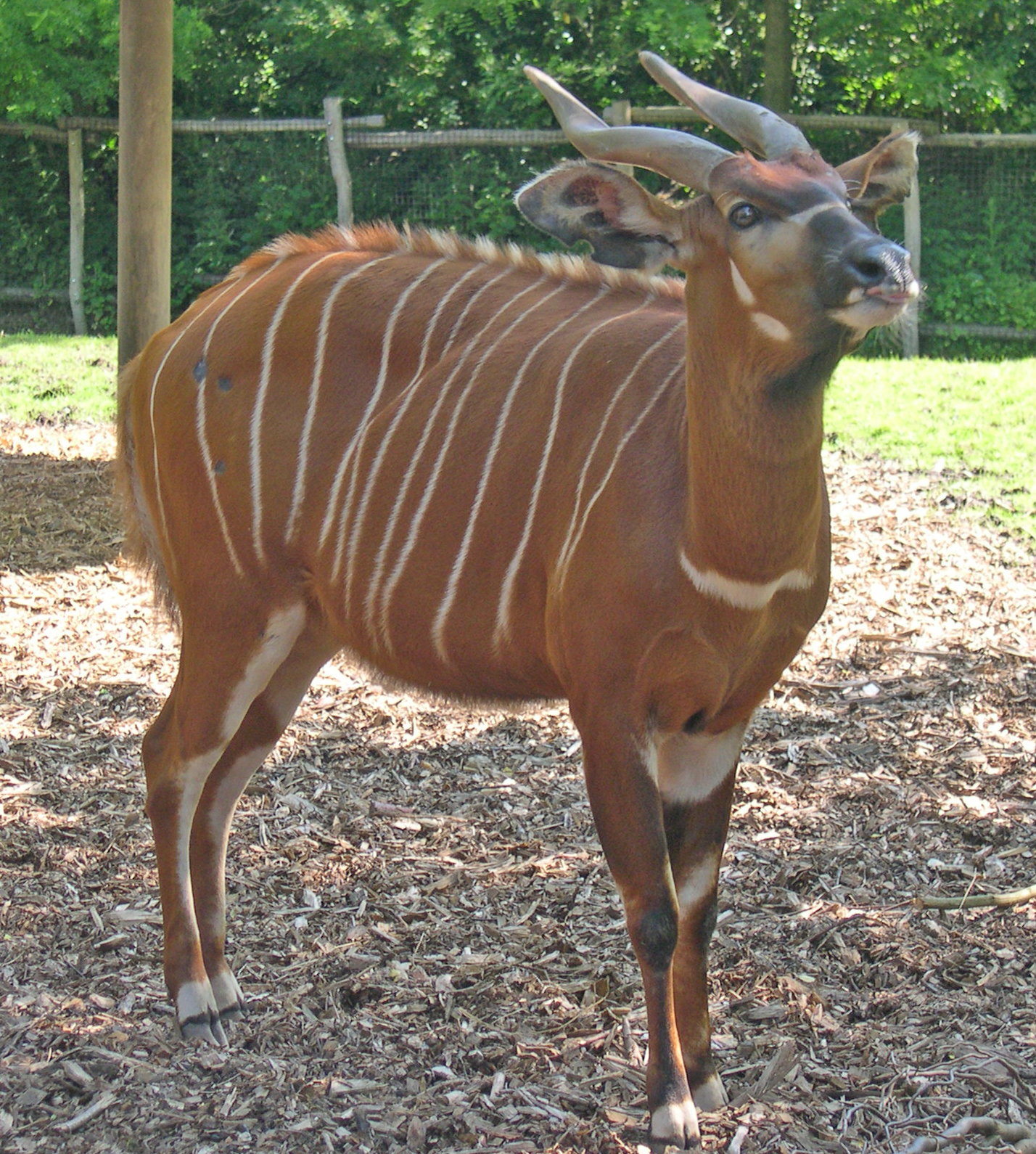
Bongo au zoo de Rotterdam.

## Alimentation
Son régime est herbivore (feuilles, herbes, légumes, etc.), incluant même du bois brûlé après des périodes d'orage, fournissant un apport en sel et minéraux,.

## Statut
Depuis 2008, son statut est quasi menacé (NT) du fait de la déforestation de son habitat et parce qu'il est chassé par les locaux pour sa viande.

## Conservation

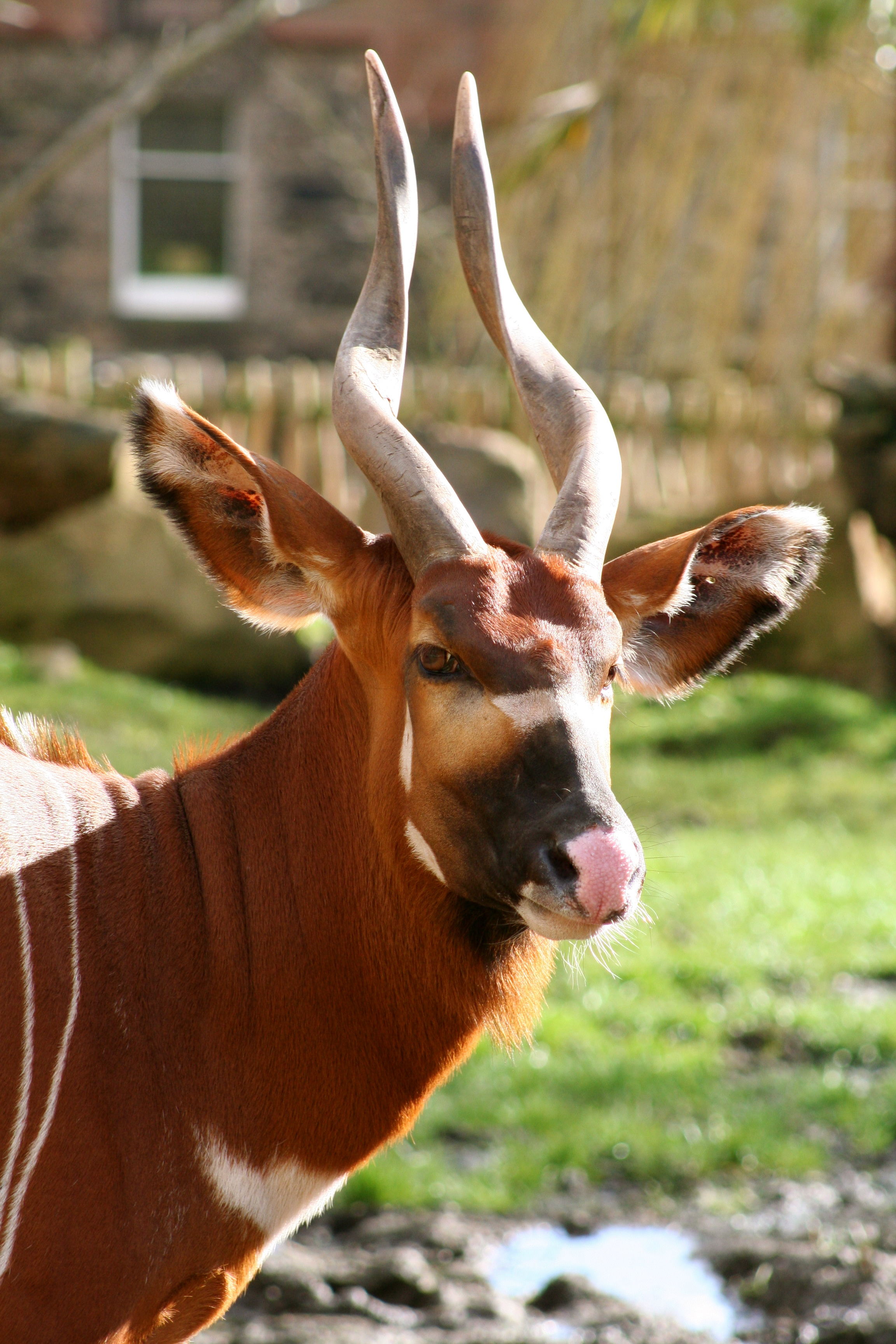
Bongo oriental (Tragelaphus eurycerus) au zoo d'Édimbourg, le 3 mars 2007.

Il existe un Programme européen pour les espèces menacées (EEP) de l'Association européenne des zoos et aquariums (EAZA) consacré à la sous-espèce la plus menacée, Tragelaphus eurycerus isaaci. Celui-ci est coordonné par le Zoo de Chester, en Angleterre.